# Table psychrométrique
Une table psychrométrique montre la relation entre l'humidité et l'abaissement en température, par évaporation d'eau.
S'utilise pour l'hygromètre psychrométrique, et un type de moteur à eau.